# Караулов, Григорий Эммануилович
Григорий Эммануилович Караулов (1824, Симферополь — 4 [16] мая 1883) — русский историк литературы и археолог.

## Биография

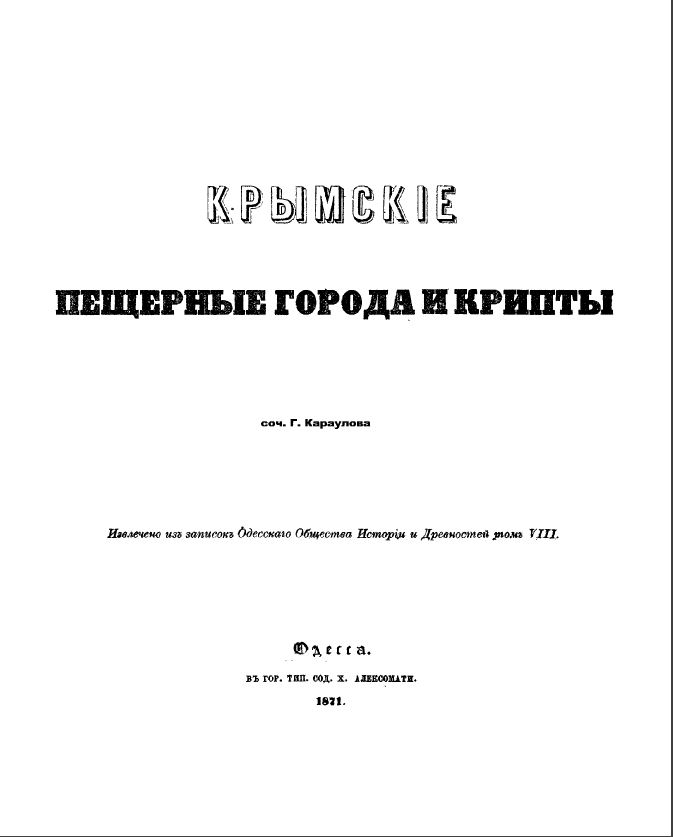
Титульный лист труда Крымские пещерные города и крипты. Одесса, 1871 год

Родился в 1824 году в Симферополе. Окончив в 1844 году с серебряной медалью Ришельевский лицей, служил секретарём Таврического приказа общественного призрения в Симферополе. Затем перевёлся в Халибовское армянское училище в Феодосии, где был вначале учителем, а затем до 1871 года инспектором. К этому времени относятся его «Очерки истории русской литературы» (Феод., 1865; 2-е изд. Т. 1. — Одесса: тип. П. Францова, 1870; в 2-х томах. — Москва, 1888: Том 1; Том 2.) и «Сборник образцовых сочинений лучших русских писателей» (ч. I: от Ломоносова до Пушкина). «Очерки» Караулова обратили на себя внимание критики, как первая попытка обобщить явления литературной жизни России. Они вышли позже вторым изданием.
Написал также:
- «Очерки горной части Крыма» (журн. «Радуга», 1860, №№ 2-4);
- «Крымские пещерные города и крипты» («Записки Императорского одесского общества истории и древностей», т. VIII);
- «Древний христианский храм, открытый в Парфените в октябре 1871 г.» (там же);
- перевод сочинений П. С. Палласа «Поездка во внутренность Керченского полуострова и на остров Тамань» (там же, т. XIII).

Караулов участвовал также в «Одесском вестнике» и в составлении «Путеводителя по Крыму» (вместе с Сосногоровой Марией Александровной).
В 1871—1883 годах работал в управлении Бессарабско-Таврического земского банка. Умер 4 (16) мая 1883 года.